# Gnadenlose Stadt
Gnadenlose Stadt (Originaltitel: Naked City) ist eine US-amerikanische Krimiserie, die von 1958 bis 1963 auf ABC ausgestrahlt wurde. Die Handlung der Serie orientierte sich an dem 1948 erschienenen und Oscar-prämierten Film Stadt ohne Maske.

## Handlung
Im Mittelpunkt der Serie stehen Ermittler des NYPD im 65. Polizeirevier. Die Handlung einzelner Episoden konzentriert sich aber meistens auf die Täter und Opfer jeweiliger Verbrechen. Besonders die Drehbücher von Stirling Silliphant, in denen dramatische Elemente mit Komik vermischt wurden, sorgten in den Episoden der ersten Staffel für positive Resonanz bei Kritikern. Dadurch konnten in der Folge etliche prominente Gastdarsteller verpflichtet werden. Gedreht wurde die Serie in der Bronx, in der Nähe der Biograph Studios, in denen Naked City produziert wurde, sowie in Greenwich Village und Manhattan.

## Besetzung

### Hauptdarsteller
| Rollenname                    | Schauspieler     |
| ----------------------------- | ---------------- |
| Lt. Michael „Mike“ Parker     | Horace McMahon   |
| Det. Frank Arcaro             | Harry Bellaver   |
| Det. Adam Flint               | Paul Burke       |
| Det. James Halloran           | James Franciscus |
| Libby Kingston                | Nancy Malone     |
| Erzähler (Stimme im Original) | Lawrence Dobkin  |

### Gastdarsteller
- Luther Adler
- Edward Andrews
- Ben Dova
- Sandy Dennis
- Robert Duvall
- Peter Falk
- Betty Field
- Geraldine Fitzgerald
- Eileen Heckart
- Dustin Hoffman
- Kim Hunter
- Jack Klugman
- Viveca Lindfors
- Walter Matthau
- Sanford Meisner
- Burgess Meredith
- Sylvia Miles
- Jean Muir
- Mildred Natwick
- Carroll O’Connor
- Nehemiah Persoff
- Robert Redford
- Mickey Rooney
- George Segal
- William Shatner
- Martin Sheen
- Jean Stapleton
- Jan Sterling
- Rip Torn
- Jon Voight
- Christopher Walken
- Eli Wallach
- Jack Warden
- Tuesday Weld

## Ausstrahlung
In den USA wurde die erste Staffel ab dem 30. September 1958 auf ABC ausgestrahlt. Die Episoden hatten zu Beginn eine Länge von etwa 30 Minuten. Aufgrund schlechter Zuschauerzahlen wurde die Serie bereits nach der ersten Staffel abgesetzt. Durch einen Sponsor der Serie und das Produktionsteam konnte bei ABC eine Fortsetzung erreicht werden. Die Episodenlänge erhöhte sich auf etwa 60 Minuten. Die letzte Episode wurde am 29. Mai 1963 ausgestrahlt.
Im deutschsprachigen Raum wurden 39 Episoden der Serie erstmals von März 1976 bis Oktober 1977 unter dem Titel 65. Revier New York vom NDR ausgestrahlt. Die restlichen Folgen wurden erst Anfang der 1990er Jahre im Zuge einer Neuauflage von Naked City im Kabelkanal synchronisiert. Die Ausstrahlung erfolgte von Oktober 1992 bis Januar 1993 unter dem Namen Gnadenlose Stadt.

## Auszeichnungen
Emmy
Auszeichnungen
- 1961: Outstanding Achievement in Film Editing for Television für Harry Coswick, Aaron Nibley, Milton Shifman
- 1962: Outstanding Achievement in Film Editing for Television für Hugh Chaloupka, Aaron Nibley, Charles L. Freeman
- 1962: Outstanding Achievement in Cinematography for Television für John S. Priestley
- 1963: Outstanding Achievement in Cinematography for Television für John S. Priestley

Nominierungen
- 1959: Dramaserie
- 1961: Outstanding Program Achievement in the Field of Drama
- 1962: Outstanding Program Achievement in the Field of Drama
- 1962: Outstanding Performance in a Supporting Role by an Actor für Horace McMahon
- 1962: Outstanding Directorial Achievement in Drama für Arthur Hiller
- 1962: Outstanding Continued Performance by an Actor in a Series (Lead) für Paul Burke
- 1963: Outstanding Single Performance by an Actress in a Leading Role für Diahann Carroll
- 1963: Outstanding Program Achievement in the Field of Drama
- 1963: Outstanding Performance in a Supporting Role by an Actress für Nancy Malone
- 1963: Outstanding Continued Performance by an Actor in a Series (Lead) für Paul Burke
- 1963: Outstanding Achievement in Film Editing for Television für Hugh Chaloupka, Aaron Nibley, Charles L. Freeman, Harry Coswick, Jack Gleason